# Obrazki z wystawy (film 1984)
Obrazki z wystawy (ros. Картинки с выставки, Kartinki s wystawki) – radziecki muzyczny film animowany z 1984 roku w reżyserii Inessy Kowalewskiej powstały na motywach muzyki Modesta Musorgskiego pochodzącej z cyklu Obrazki z wystawy: Chatka na kurzej stopce i Taniec kurcząt w skorupkach. 